# Comuna Sirač, Bjelovar-Bilogora
Sirač este o comună în cantonul Bjelovar-Bilogora, Croația, având o populație de 2.218 locuitori (2011).

## Demografie
Componența etnică a comunei Sirač
     Croați (73,22%)
     Sârbi (13,53%)
     Cehi (11,32%)
     Necunoscut (0,63%)
     Neclasificat (1,17%)
Componența confesională a comunei Sirač
     Catolici (79,53%)
     Ortodocși (13,26%)
     Protestanți (3,74%)
     Necunoscută (1,98%)
     Alte religii (1,49%)
Conform recensământului din 2011, comuna Sirač avea 2.218 locuitori. Din punct de vedere etnic, majoritatea locuitorilor (73,22%) erau croați, existând și minorități de sârbi (13,53%) și cehi (11,32%). Apartenența etnică nu este cunoscută în cazul a 0,63% din locuitori. Din punct de vedere confesional, majoritatea locuitorilor (79,53%) erau catolici, existând și minorități de ortodocși (13,26%) și protestanți (3,74%). Pentru 1,98% din locuitori nu este cunoscută apartenența confesională.